# Lavrentij Pavlovič Berija
Lavrentij Pavlovič Berija (gruzínsky ლავრენტი პავლეს ძე ბერია, Lavrenti Pavles dze Beria; rusky Лавре́нтий Па́влович Бе́рия; 17. březnajul./ 29. března 1899greg., Marchaul – 23. prosince 1953, Moskva) byl sovětský politik, maršál Sovětského svazu a náčelník státní bezpečnosti, za Stalina během druhé světové války šéfem sovětské tajné služby NKVD a lidového komisariátu vnitra (ministerstvo vnitra). V roce 1946 se oficiálně připojil k politbyru.
Berija byl nejdéle žijícím a nejvlivnějším ze Stalinových tajných policejních náčelníků, který měl během druhé světové války a po ní velký vliv. Po sovětské invazi do Polska v roce 1939 byl zodpovědný za organizaci katyňského masakru. Současně spravoval obrovské části sovětského státu a působil de facto jako maršál Sovětského svazu ve velení polních jednotek NKVD odpovědných za uzávěrkové (blokační) oddíly a sovětské partyzánské zpravodajské a sabotážní operace na východní frontě během druhé světové války. Berija dále spravoval obrovskou síť pracovních táborů – gulagů a byl v první řadě odpovědný za dohled nad tajnými zadržovacími zařízeními pro vědce a inženýry známé jako Šarašky.
Se Stalinem, který jej americkému prezidentovi Franklinu D. Rooseveltovi představil jako „našeho Himmlera“, se zúčastnil jaltské konference. Po válce organizoval převzetí státních institucí ve střední Evropě a východní Evropě komunisty a také politické represe v těchto zemích. Jeho nekompromisní bezohlednost v těchto povinnostech a schopnostech dosahovat výsledků vyvrcholila úspěchem, když dohlížel nad projektem sovětské atomové pumy. Stalin tomu dal absolutní prioritu a projekt byl dokončen za méně než pět let.
Po Stalinově smrti se stal prvním místopředsedou sovětské vlády a šéfem ministerstva pro vnitřní záležitosti, vedle čehož spolu s Malenkovem a Molotovem vytvořil triumvirát, který krátce vedl zemi místo Stalina. V puči, který v červnu 1953 zahájil Nikita Chruščov za pomoci maršála Žukova, byl však Berija nakonec zbaven moci a následně na základě obvinění z 357 případů znásilnění a vlastizrady zatčen. Byl odsouzen k smrti a 23. prosince 1953 Pavlem Batickým popraven.

## Mládí
Narodil se v Marchauli poblíž Suchumi. Pocházel z chudé gruzínské pravoslavné zemědělské rodiny megrelského původu. Berijova matka, Marta Jaqeli (1868–1955), byla hluboce nábožensky založená, strávila v kostele hodně času a v jeho budově také zemřela. Předtím než se provdala za Berijova otce, Pavla Chuchajeviče Beriju (1872–1922), vlastníka půdy z Abcházie, byla vdovou. Berija měl také bratra neznámého jména a hluchou sestru Annu.
V Suchumi navštěvoval technickou školu a poté studoval v Baku na technické stavební škole. Zde se v březnu 1917 přidal k bolševikům, ale jeho studium i revoluční kontakty byly přerušeny, když byl v létě 1917 zmobilizován a odeslán na frontu do Rumunska. Po vypuknutí revoluce a vystoupení Ruska z války se vrátil do Baku dostudovat a ve 20 letech získal diplom stavebního technika.
V roce 1919 se přidal k ázerbájdžánským bolševikům a prováděl pro ně špionáž ve vládnoucí straně Musavat, do které naoko vstoupil. Po určité době ale začal být podezříván, proto Ázerbájdžán opustil a pokusil se o podobnou kariéru v Gruzii, kde měli převahu tzv. menševici, ti jej však rychle odhalili a vbrzku byl vypovězen ze země. Původně hodlal dál studovat architekturu, ale na doporučení strany místo toho vstoupil do ázerbájdžánské Čeky.

## Kariéra

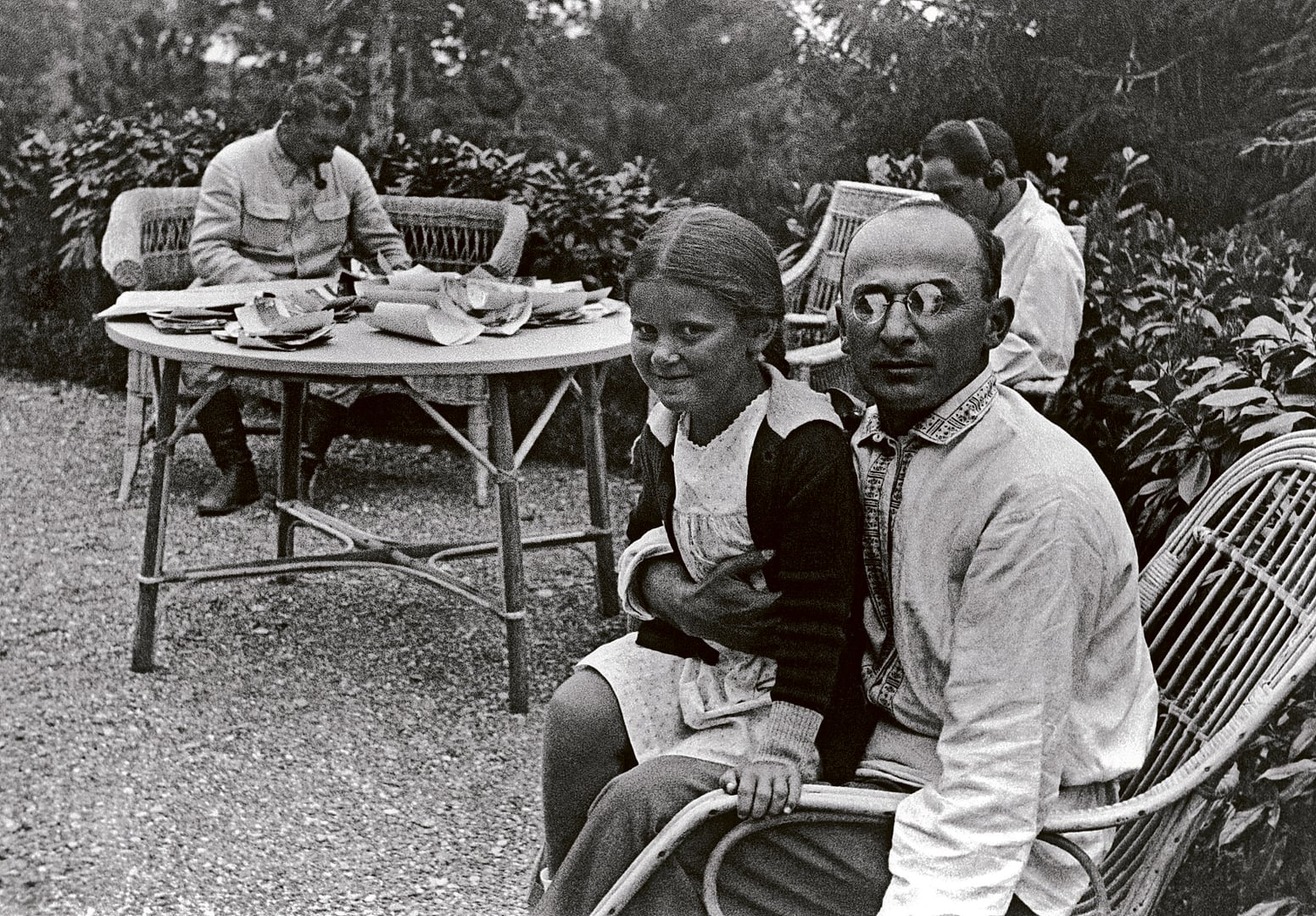
Berija (vpravo) se Stalinovou dcerou Světlanou na klíně, sám Stalin sedí vzadu, se sluchátky Nestor Lakoba.

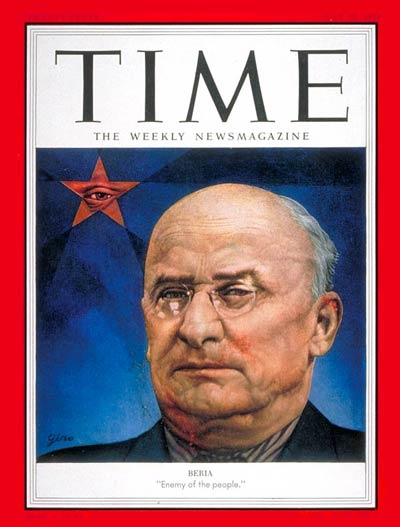
Lavrentij Berija na obálce časopisu Time z roku 1953

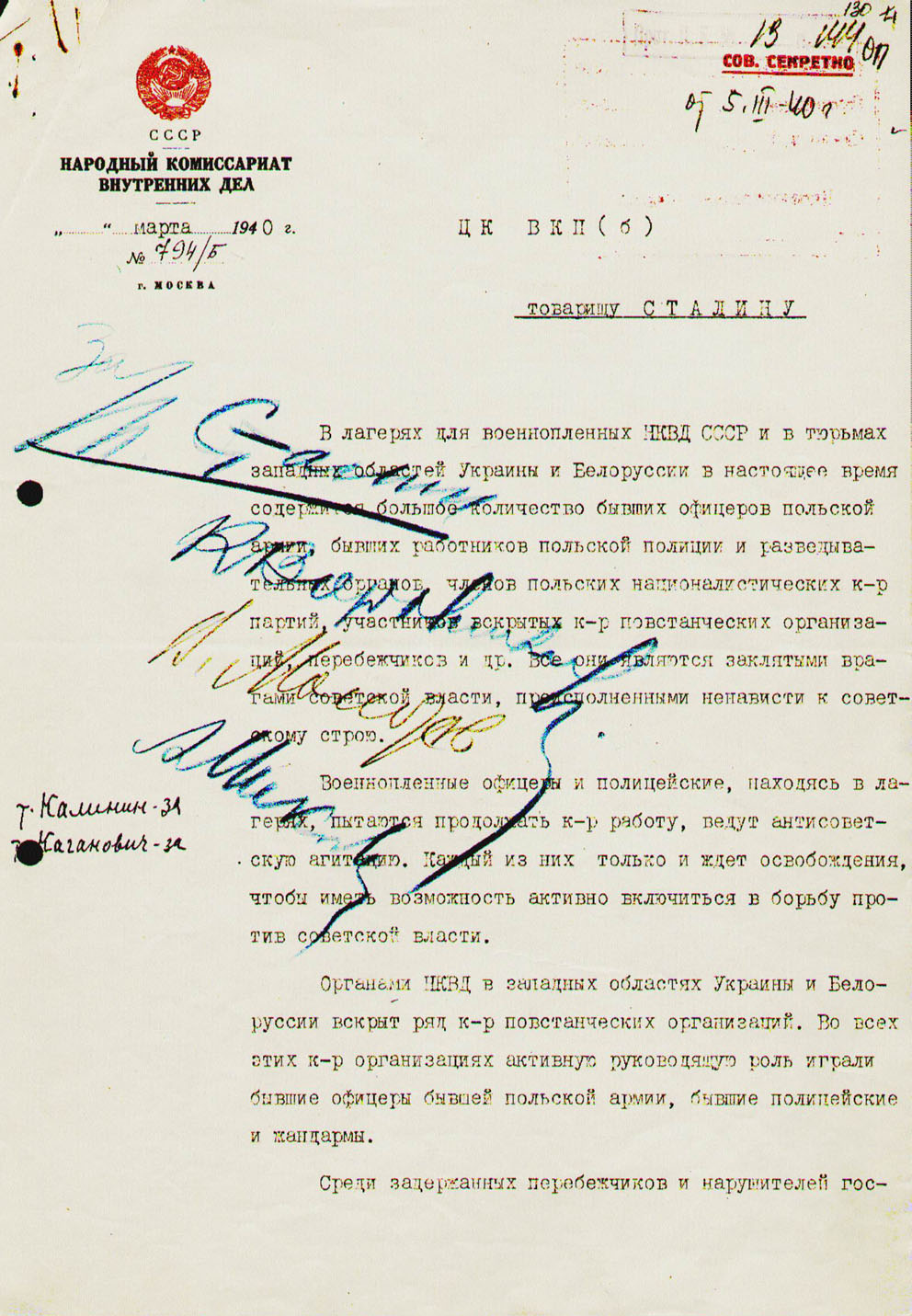
První strana Beriova oznámení (podepsané Stalinem) k vraždě cca 15 000 polských důstojníků a asi 10 000 dalších intelektuálů v Katyňském lese a dalších místech v Sovětském svazu.

V ázerbájdžánské Čece se rychle vypracoval na jednoho z nejspolehlivějších terénních pracovníků a brzy se stal šéfem operačního oddělení. Koncem roku 1921 byl přeložen z téže funkce do významnější v Gruzii. V roce 1924 zde, pod jeho vedením, Čeka, policie a armáda potlačily protibolševické povstání, načež zorganizoval pro výstrahu veřejné popravy cca 10 000 lidí. V Moskvě se ovšem objevil názor, že zásah byl až nepřiměřeně brutální a že povstání samo bylo koneckonců vyvoláno nepřiměřenou brutalitou (zejména ze strany Čeky) a do Gruzie byl vyslán Stalinův blízký spolupracovník Grigorij Konstantinovič Ordžonikidze. On sám si ovšem dal velký pozor, aby bylo tomuto muži jasné, že jej obdivuje a plně podporuje, a zároveň velmi horlivě podlézal Stalinovi (pro toho postavil vilu a dával mu najevo svoji absolutní věrnost). Není tedy překvapující, že Ordžonikidze nakonec dospěl k závěru, že vše bylo v naprostém pořádku.
Roku 1926 se stal šéfem gruzínské OGPU. V této funkci se projevoval krutostí a brutalitou v neobvyklé míře dokonce i na tehdejší SSSR. Intrikami a falešnými udáními proti místním politikům, kteří měli sabotovat jeho práci a štvát lid proti Moskvě, dosáhl odstranění mnoha z nich. Zároveň začal sbírat všechny možné kompromitující materiály na ostatní funkcionáře – jak pro pracovní použití (měl-li být funkcionář odstraněn, přidaly se do spisu), tak pro osobní potřebu (aby mohl dotyčné vydírat a ovládat).
Postupem času se stal prakticky neomezeným pánem Gruzie, neboť dvě třetiny teoreticky nadřízených nebo nezávislých funkcionářů strany mělo strach, že je může poslat na popraviště prostě proto, že je to Stalinův přítel, a zbylá třetina věděla, že je může poslat na popraviště, protože na ně má k dispozici kompromitující materiály.[zdroj?] V roce 1931 se mu podařilo za pomoci intrik zkompromitovat svého přímého nadřízeného, šéfa zakavkazské OGPU a Stalin jej promptně jmenoval na jeho místo. Krátce poté jej nechal jmenovat prvním tajemníkem ÚV gruzínské komunistické strany a druhým tajemníkem ÚV zakavkazské komunistické strany, obé přes zoufalé protesty drtivé většiny obou uskupení. Krátce poté se stal šéfem strany pro celé Zakavkazsko. V roce 1935 vydal knihu O dějinách bolševických organizací v Zakavkazsku, jejímž hlavním přínosem bylo, že tyto dějiny zcela přepsala, když monstrózně navýšila roli Stalina a některé výrazné osobnosti vůbec nejmenovala. Kniha se stala bestsellerem a její „autor“ Berija prorazil do nejvyšší politiky (skutečného autora, Jermolaje Alexejeviče Nediju, nechal později zastřelit).
V době začínající Velké čistky byl jejím hlavním vykonavatelem pro oblast Zakavkazska. Jeho a Stalinovi nepřátelé začali umírat na nečekané infarkty, nešťastné nehody a sebevraždy zastřelením. Dostalo se i na historiky, kteří zpochybňovali serióznost a pravdivost jeho „historické práce“. Existují reálná podezření,[zdroj?] že některé oběti zlikvidoval z ryze soukromých potřeb, aniž by se někoho ptal. Dodatečně to pak vždy odůvodnil jejich „podvratnou činností“. Často své oběti popravoval osobně, prý[zdroj?] s velkým potěšením. V roce 1937 bylo v Gruzii nejvíce zatčených na obyvatele z celého SSSR a byl zde i jeden z nejvyšších poměrů popravený – zatčený (ve prospěch popravených).
V srpnu 1938 jej Stalin jmenoval mužem číslo 2 v NKVD a 25. listopadu 1938 postoupil ještě výš: stal se lidovým komisařem vnitra, poté, co pomohl poslat na popraviště bývalého šéfa NKVD Ježova. Berija navrhl Stalinovi a poté zorganizoval Katyňský masakr polských zajatců v roce 1940.
Po druhé světové válce se stal předsedou komise pro atomový výzkum a zásadním způsobem přispěl v roce 1949 k úspěšné výrobě první sovětské jaderné zbraně.[zdroj?] Stál také za tzv. leningradskou aférou, čistkou ždanovistů po Ždanovově smrti.

## Po Stalinově smrti
Po Stalinově smrti začal usilovat o získání absolutní moci v SSSR. K dosažení tohoto cíle neváhal zásadně změnit své politické postoje; zasazoval se o odsouzení Stalinových zločinů a rehabilitaci jejich obětí, ba dokonce začal prosazovat soukromé podnikání a tržní principy v socialistickém hospodářství. Jeho političtí oponenti si byli dobře vědomi nebezpečí, které by pro ně vyplývalo z jeho setrvání u moci; i díky tomu byl v kremelském boji o moc nakonec úspěšnější Chruščov, který posléze nechal Beriju 26. června 1953 zatknout a odsoudit k trestu smrti; obvinění bylo založeno jak na některých skutečných Berijových zločinech (podíl na čistkách v důstojnickém sboru koncem třicátých let), tak i na účelových smyšlenkách (údajná špionáž pro nepřítele). Berija byl popraven zastřelením 23. prosince 1953.

## V kultuře
Přes svou krutost a bezohlednost se stal Berija v zemích bývalého Východního bloku postavou četných anekdot. Bývá s ním, patrně neprávem, spojován i údajný telegram Stalinovi ve znění „Popravit nelze propustit“, který se užívá pro demonstraci významu čárky v ruské i české syntaxi.
V britsko-francouzském snímku Ztratili jsme Stalina z roku 2017, který režíroval Armando Iannucci, hrál postavu Lavrentije Beriji herec Simon Russell Beale.